# Александър Ритих
Александър Фьодорович Ритих (на руски: Александр Фёдорович Риттих) е руски офицер, генерал-лейтенант. Ккартограф и писател.

## Биография
Александър Ритих е роден в Русия през 1831 г. в семейство на потомствен дворянини. Ориентира се към военното поприще. Получава военно образование от Николаевската инженерна академия и Николаевската академията на Генералния щаб на Руската армия.
Между 1862 и 1864 г. участва в ремонта на църкви и строежа на училища в Минска губерния. Съставя „Атлас на населението от Западно-руския край по изповедания“ („Атлас народонаселения Западно-Русского края по исповеданиям“).
Участва в Руско-турската война (1877-1878). Ръководи евакуацията на ранените.
След войната е командир на пехотна бригада и дивизия. Излиза в оставка с военно звание генерал-лейтенант през 1894 г.
Автор е на множество етнографски карти и статии в различни периодически издания. В центъра на вниманието му стои изучаването на славяните, които според него трябва да се обединят заедно с Русия в обща държава.
Умира през 1914 година на 83-годишна възраст.

## Галерия
- Карта на Албания и Епир[3]
- Статистика на населението в Македония[3]
- Карта на немци и славяни[3]
- Представата на Александър Ритих за произхода на славяните[3]